# نشان عقاب آلمانی
نشان عقاب آلمانی (آلمانی: Verdienstorden vom Deutschen Adler) جایزه رژیم نازی آلمان عمدتاً به دیپلمات‌های خارجی بود. این نشان در ۱ مه ۱۹۳۷ توسط آدولف هیتلر ایجاد شد. اهدای آن پس از فروپاشی آلمان نازی در پایان جنگ دوم جهانی در اروپا متوقف شد. پوشیدن نشان شایستگی عقاب آلمانی در جمهوری فدرال آلمان ممنوع است.